# Сомен (локшина)
Сомен (яп. 素麺), сомйон (кор. 소면), чи суміан (спрощене китайське письмо: 素面, традиційне китайське письмо: 素麵) — дуже тонка локшина зроблена з пшеничного борошна, менше ніж 1,3 мм у діаметрі. В Китаї також називається ґуаміан (спрощене китайське письмо: 挂面, традиційне китайське письмо: 掛麵). Вона широко використовується у різних кухнях Східної Азії. Найпоширеніший приклад — японський сомен, локшина яку зазвичай подають холодною з соєвим соусом та соусом-дипом з дасі, подібно до локшини морі-соба (盛り蕎麦). Різниця між соменем та іншою тонкою японською локшиною, хіямуґі (冷 麦), полягає в тому, що хіямугі отримують за рахунок нарізання ножем, а сомен витончують розтягуючи тісто. Тісто розтягують за допомогою рослинної олії, а потім сушать на повітрі. Коли сомен подають теплим в супі (зазвичай взимку), японською його називають нюмен (煮 麺). Сомен зазвичай містить багато натрію.

## Східноазійські кухні

### Японія
Сомен зазвичай подають холодним із легким ароматизованим соусом-дипом або цую. Цую — це, як правило, соус на основі кацуобусі, до якого можна додавати японську цибулю, імбир або міоґу. Охолоджений льодом сомен є популярною їжею влітку. Сомен, який подають у гарячому супі, зазвичай називають нюменом і їдять його взимку, як і собу чи удон.
Деякі ресторани влітку пропонують наґасі-сōмен, або тосенкіо (流しそうめん, "локшина, що тече"). Локшину поміщають у довгу трубку з бамбука, що тягнеться по всій довжині ресторану. По трубці тече чиста крижана вода, що розносить локшину. Коли сомен пропливає повз, відвідувачі ресторану виймають його паличками з потоку і занурюють у соус цую. Ловля локшини вимагає неабиякої вправності. Локшину, яку не зловлять до того часу, коли вона дійде до кінця трубки, зазвичай не їдять.

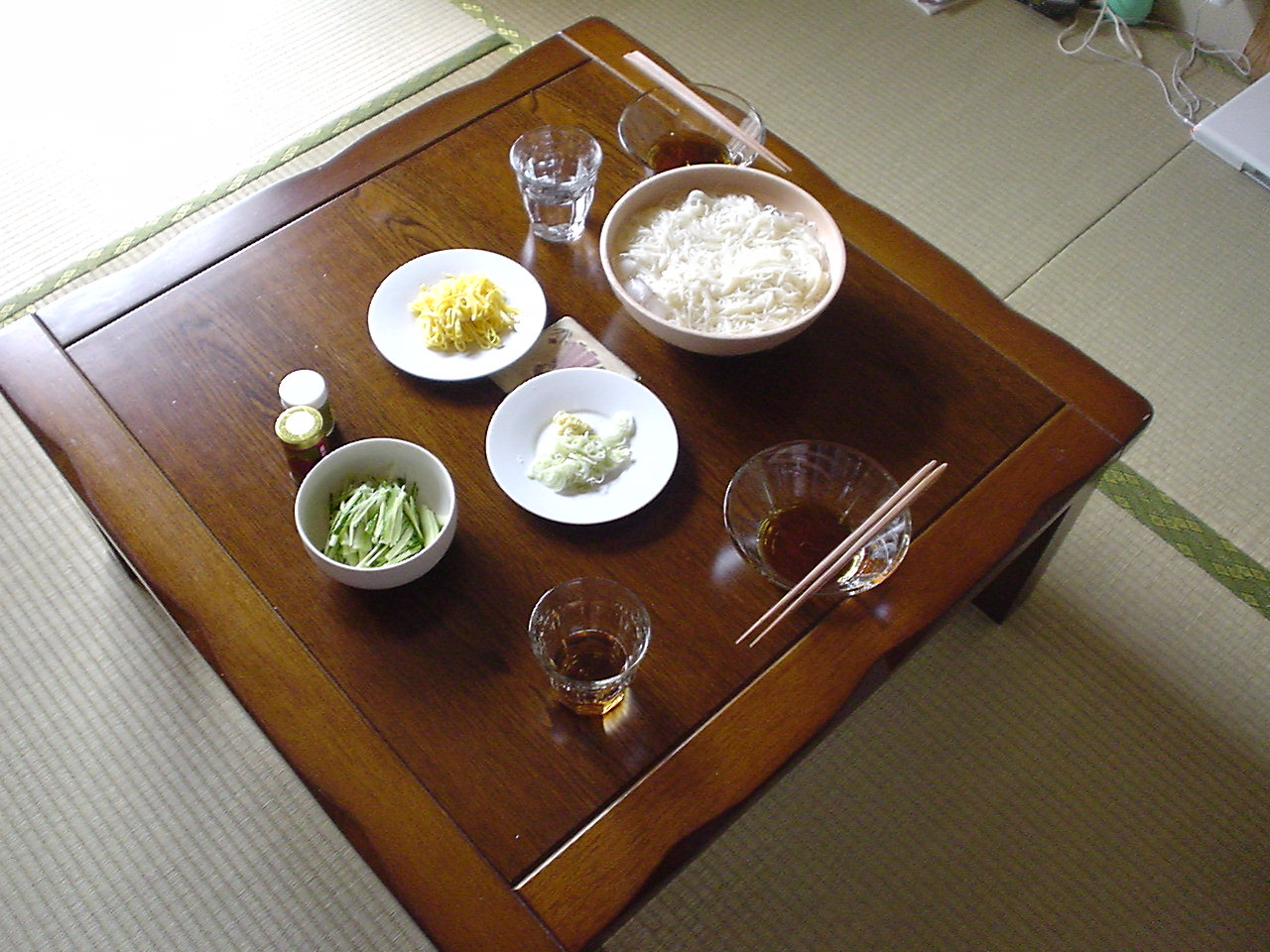
Сомен (у великій білій чаші вгорі праворуч) з різноманітними начинками
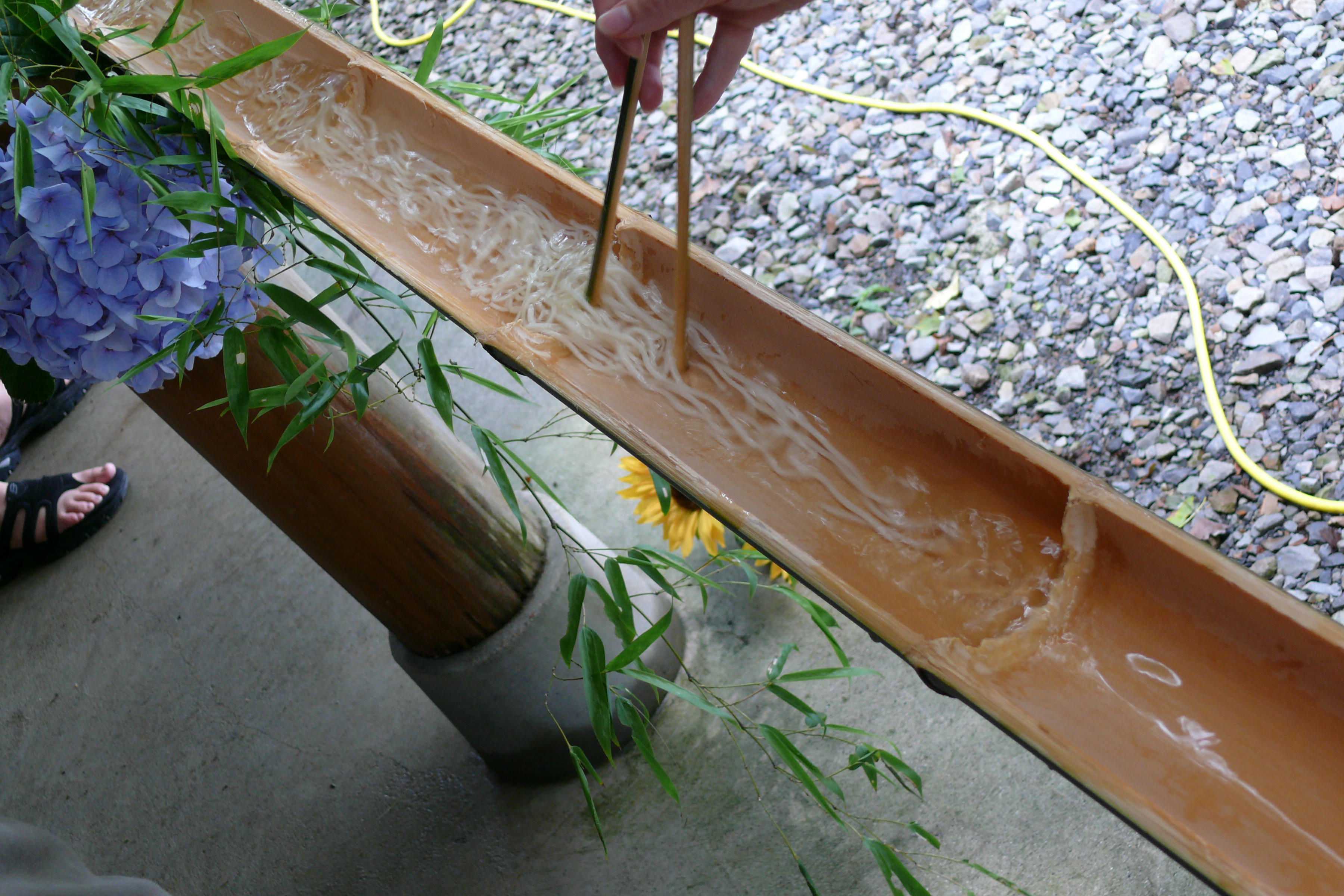
Наґасі-сомен
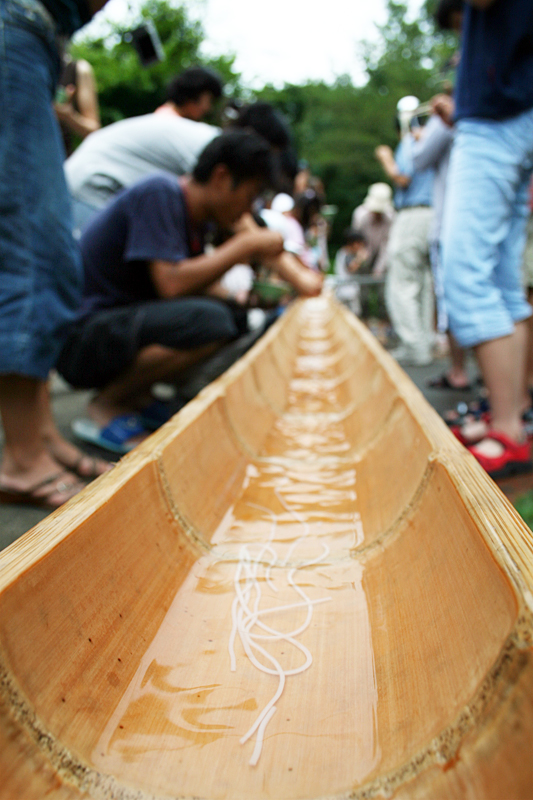
Наґасі-сомен
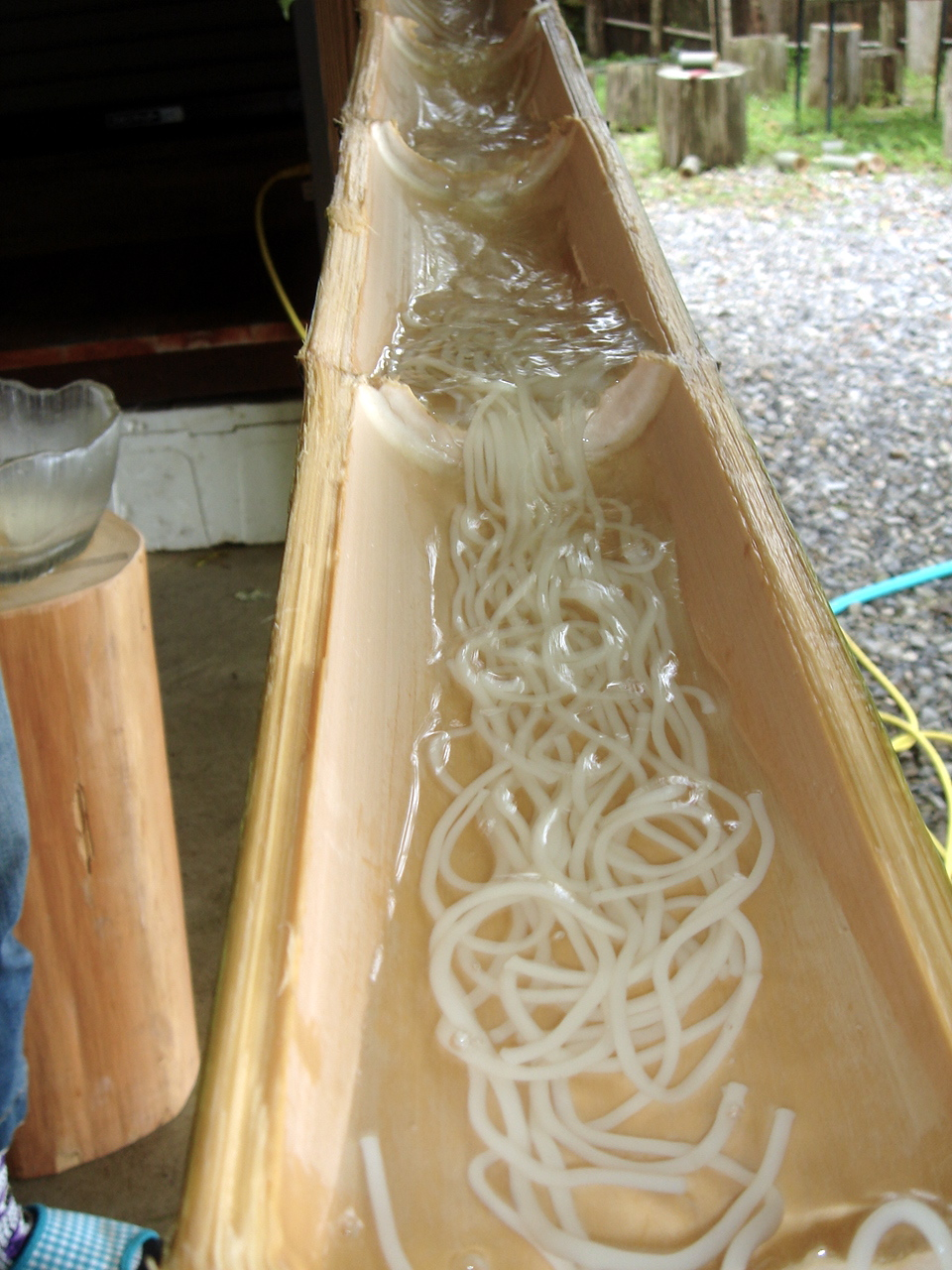
Наґасі-сомен

### Південна Корея
У корейській кухні сомйон використовується в гарячих та холодних супах з локшини, таких як чанчхі-ґуксу (бенкетна локшина) та конх-ґуксу (локшина в холодному соєвому супі), а також інших стравах, таких як бібім-ґуксу (змішана локшина). Його часто подають із гострим анчу (їжею, яка супроводжує алкогольні напої), таким як кольпені-мучхім (салат із місячного равлика).

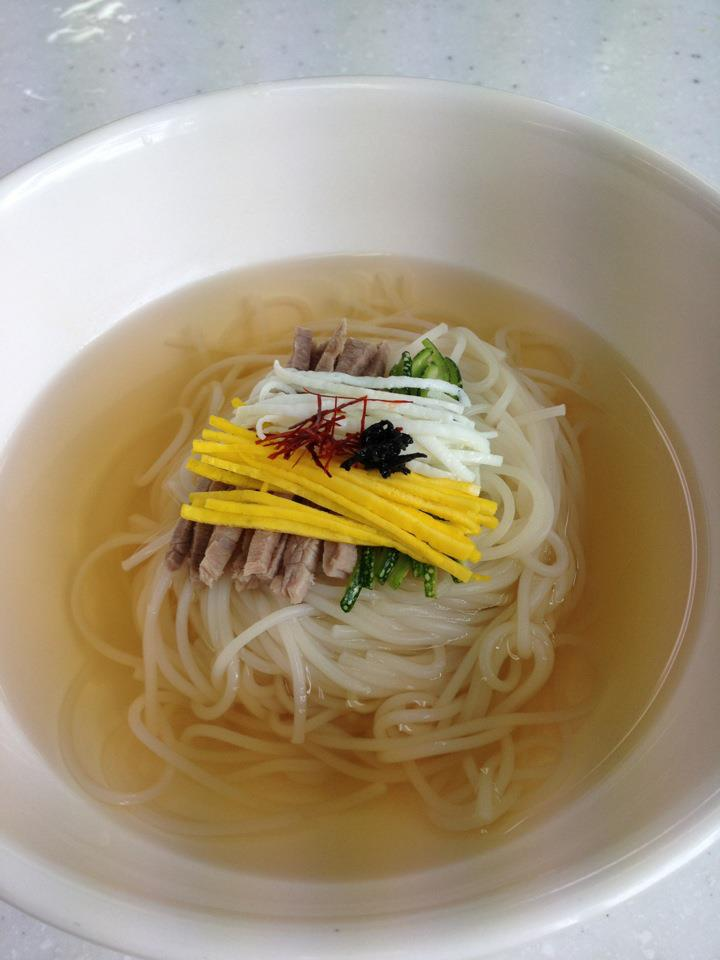
Чанчхі-ґуксу
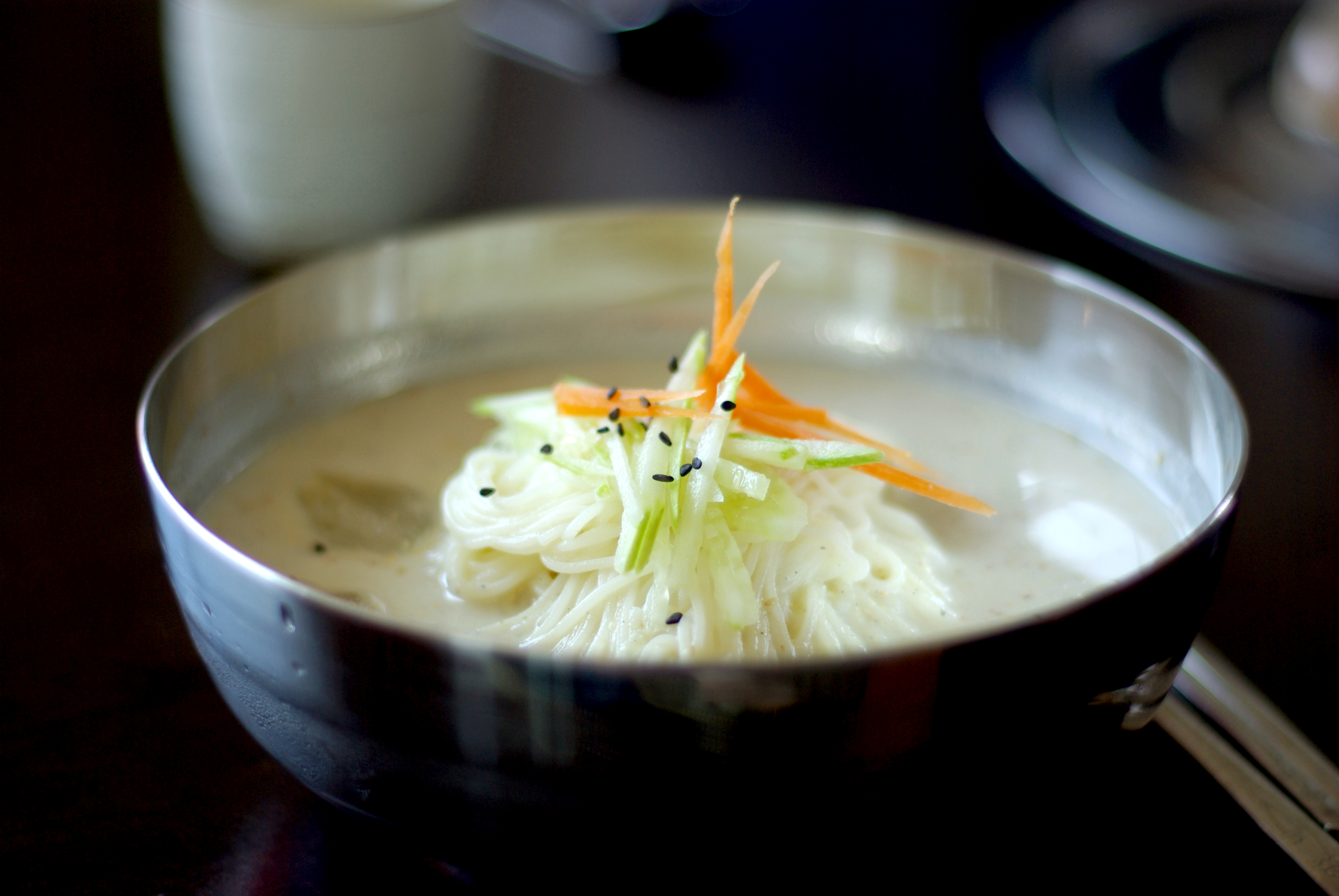
Конх-ґуксу
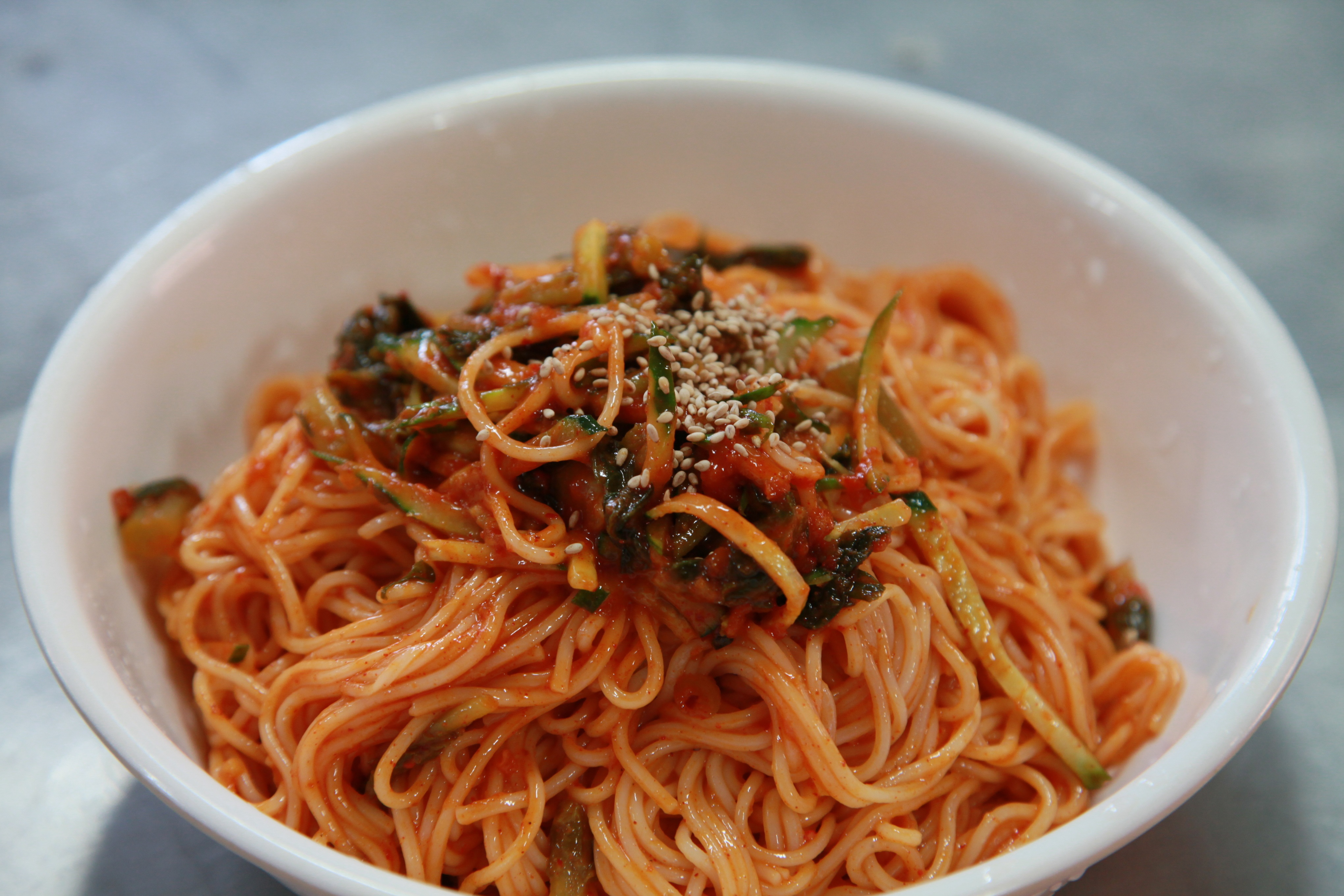
Бібім-ґуксу
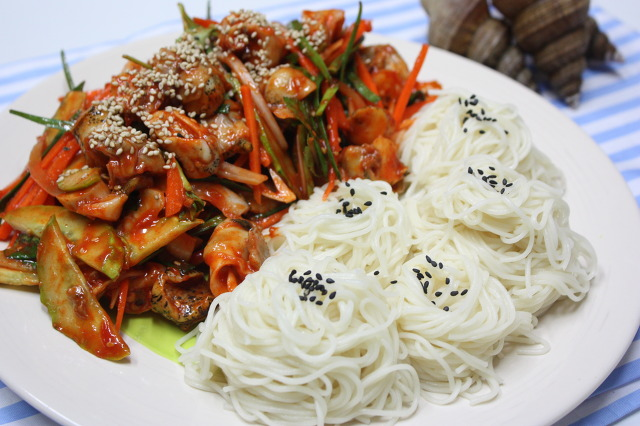
Кольпені-мучхім подається з вареним сомйон
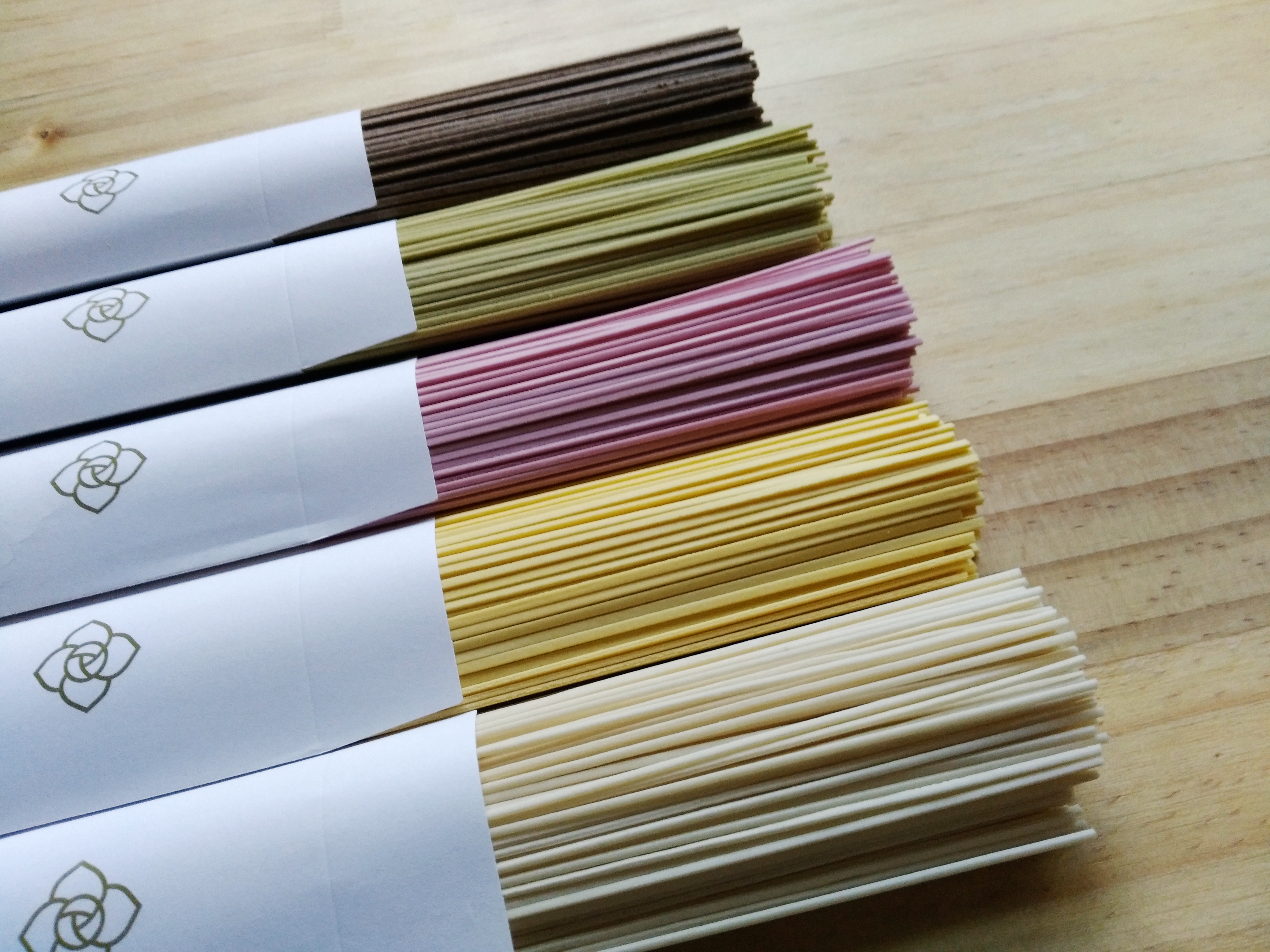
П’ятикольоровий сомйон
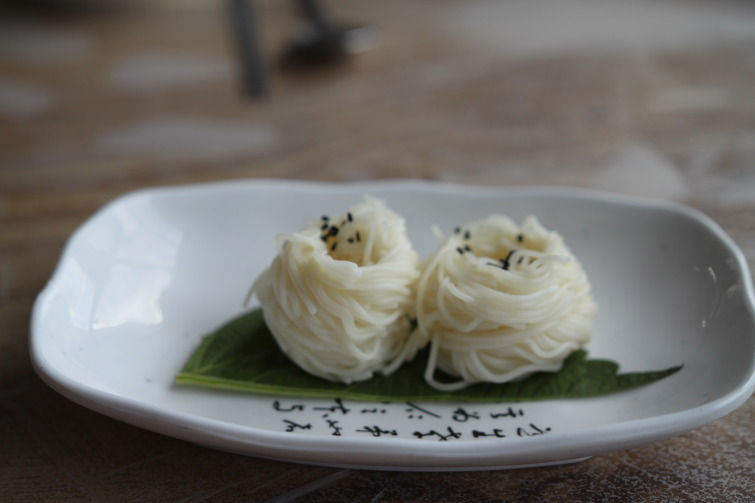
Варений сомйон